# Бостон Чарли
Бостон Чарли (англ. Boston Charley; 1854 — 3 октября 1873) — воин индейского племени модоков, участник Модокской войны.

## Биография
Бостон Чарли родился в 1854 году. Шахтёры, работавшие неподалёку от поселений модоков, прозвали его Бостоном или Чарли из Бостона, из-за светлого цвета кожи. Со временем он стал известен как Бостон Чарли.
В 1873 году он присоединился к группе Капитана Джека и принял активное участие во время Модокской войны, которая происходила на территории современных штатов Орегон и Калифорния с 1872 года по 1873 год. 11 апреля 1873 года Бостон Чарли находился в группе воинов, которая совершила нападение на членов мирной комиссии. Капитан Джек застрелил  генерала Эдварда Кэнби, вторым убитым был священник Томас, в него выстрелил Бостон Чарли. 
После поражения модоков на Драй-Лейк он не сдался американским властям, а последовал за Капитаном Джеком. Часть модокских воинов, которая согласилась содействовать в поимке оставшихся мятежных модоков в обмен на амнистию за убийства поселенцев, помогла армии США выследить и захватить восставших. 
4 июля 1873 года Бостон Чарли, вместе с другими воинами модоков, был доставлен в Форт-Кламат. 3 октября того же года он был повешен за убийство. По воспоминаниям очевидцев, Бостон Чарли мужественно выслушал приговор, попросив перед казнью лишь табак.